# Worth四点测试
Worth四点测试（Worth 4 dot test，简称W4LT），是一种主要用于评估患者双眼视觉能力和双眼单视功能的临床测试。双眼视觉涉及两只眼睛同时将图像投射到空间中的一个区域，并将其融合成一个单一的图像。Worth四点测试还用于检测右眼或左眼的抑制现象。抑制是在双眼视觉过程中，当大脑不处理来自其中一只眼睛的信息时发生的。这是对斜视、弱视和物像不等的一种常见适应。
W4LT测试可以在两种距离下进行：近距离（距离患者33厘米）和远距离（距离患者6米）。在这两种测试距离下，患者都需要佩戴红绿眼镜（通常红色镜片在右眼，绿色镜片在左眼）。在远距离测试时，W4LT仪器由一个银色盒子组成（安装在患者前方的墙上），盒子里有四个灯。这些灯以菱形排列，红灯在顶部，左右两侧各有一个绿灯，底部有一个白灯。在近距离测试时，灯的排列方式完全相同（菱形排列），不同之处在于，近距离时灯位于一个类似手电筒的手持仪器中。
由于红色滤镜会阻挡绿色光，绿色滤镜会阻挡红色光，因此可以确定患者是否同时协调地使用两只眼睛。对于正常双眼视觉的患者，当双眼睁开时，他们会看到四个灯。如果患者闭上一只眼或抑制一只眼，他们将看到两个或三个灯。如果患者不能将两只眼睛的图像融合，他们将看到五个灯（复视）。

## 评估方法
Worth四点测试相对简单。首先，你需要将红/绿眼镜戴在患者眼睛上，传统上将红色镜片放在右眼。

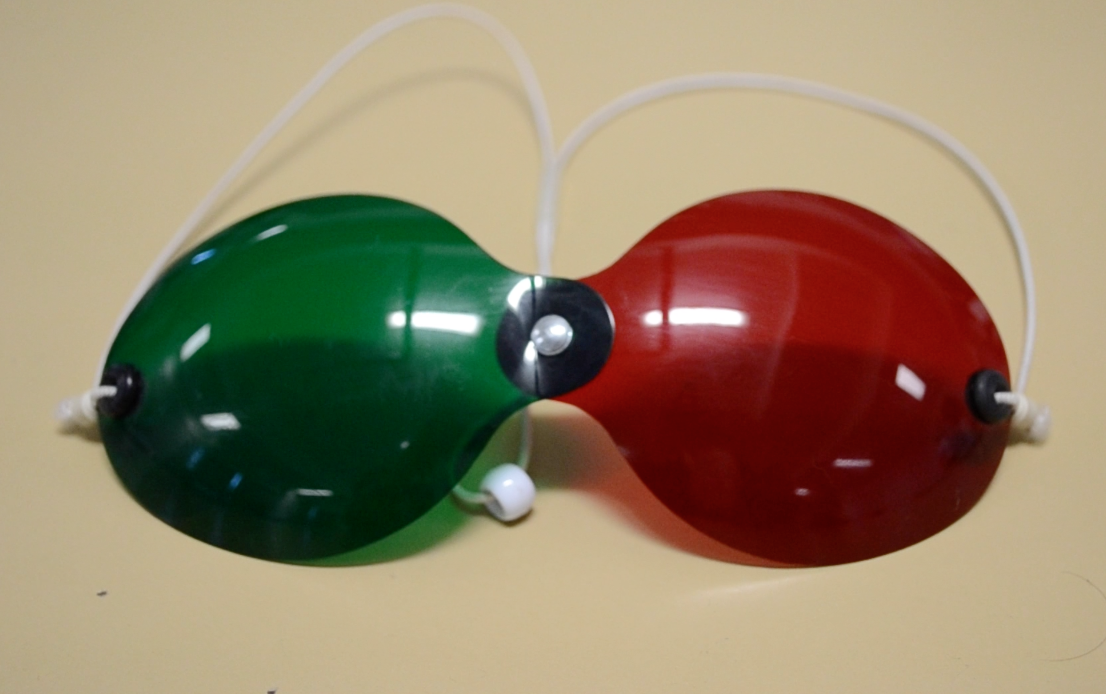
Worth四点测试中使用的红绿眼镜

接下来，你需要调暗房间的灯光。这使患者能够更好地看到灯光。
对于远距离测量，你应该让患者在距离光源6米的地方进行测试。对于近距离测量，测试应在约1/3米，即33厘米的距离内使用手持Worth四点测试手电筒进行。

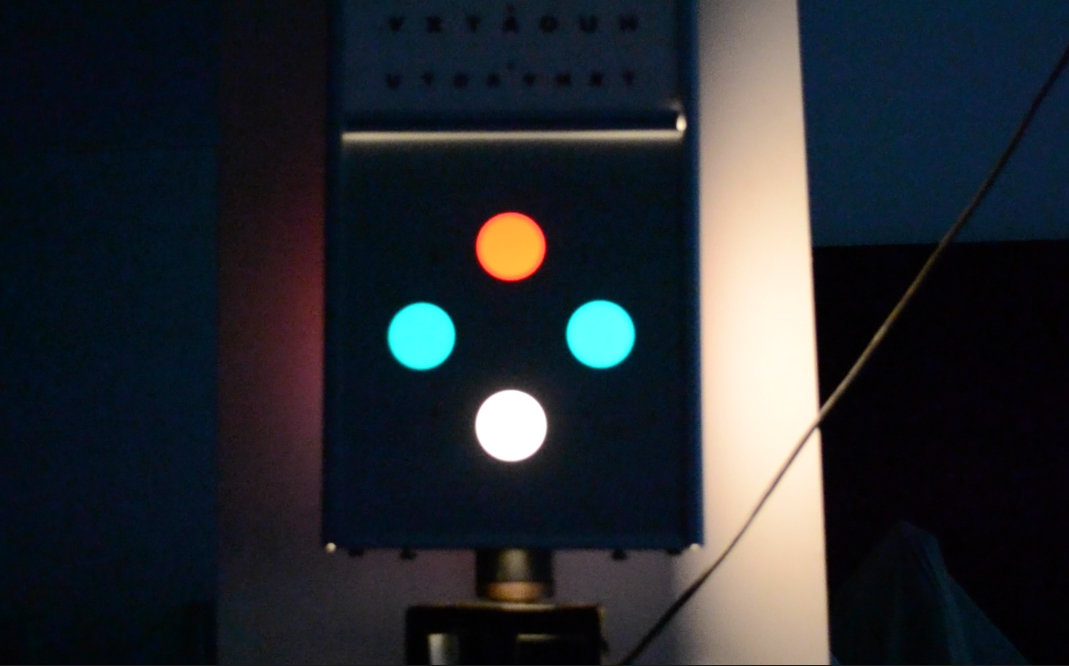
在调暗的光线条件下进行Worth四点测试

然后，询问患者他们看到了什么。如果他们理解了你的问题，他们应该会回答“我看到了…个灯”。
让他们向你描述这些灯。你必须询问灯的颜色。如果他们看到五个灯，问他们绿色点比红色点高还是低。询问点的排列位置，例如红色点是在绿色点的左边还是右边。还要询问点是否在闪烁或者在红色和绿色之间切换。
这一系列问题对于确保你准确记录患者所看到的内容至关重要，以便临床医生能够解读患者的结果并做出准确的诊断。

## 记录和解释结果
在记录Worth四点测试（W4LT）的结果时，重要的是向患者询问一系列问题，以确保你准确记录他们所看到的内容。这对于解释患者的结果并做出准确的诊断至关重要。
问题包括：
- 你看到了多少个灯？
- 它们是什么颜色？它们位于哪里？
- 所有的灯是否在一条线上？或者有些灯比其他的更高？
- 所有的灯是否同时显示，还是它们在闪烁？

在记录结果时，重要的是标明所使用的测试、所见灯光的描述以及结果的意义。还需要注意测试的距离以及患者是否戴着他们自己的屈光矫正眼镜。
当临床医生和患者之间的沟通存在困难（如语言障碍）或在处理儿童时，可以考虑让患者画出他们所看到的内容。临床医生可以从图像中解读结果。
W4LT可能会显示多种结果：

### 正常视网膜对应
如果没有偏斜，患者会看到灯光与实际完全一致。当被询问时，他们会报告：
- 他们看到了4个灯，1个红色，2个绿色和1个混合色
- 两个绿色灯位于两侧，红色灯稍微在它们上方，混合色灯在红色灯的下方

### 异常视网膜对应
在遮盖测试中，患者会表现出明显的偏斜。当被询问关于灯光时，患者会给出正常的回应，看到灯光与实际完全一致。他们会报告：
- 他们看到了4个灯，1个红色，2个绿色和1个混合色
- 两个绿色灯位于两侧，红色灯稍微在它们上方，混合色灯在红色灯的下方

注意：ARC只能通过额外的视网膜对应临床测试确认。患者必须在遮盖测试中表现出明显偏斜。尽管存在明显的偏斜，当进行W4LT测试时，他们会表现出正常的双眼单视结果，这表明存在异常视网膜对应。

### 内斜视
在内斜视（ET）偏斜中，患者会体验到未交叉的复视。当被询问关于灯光的位置时，他们会报告：
- 他们看到了5个灯，2个红色和3个绿色
- 灯光水平错位，左右并排显示
- 来自右眼的2个红灯位于右侧
- 来自左眼的3个绿灯位于左侧

注意：临床医生无法仅根据这些结果判断哪只眼睛是偏斜的眼睛。这些结果应与其他临床发现一起解读，以得出最终诊断。

### 外斜视
在外斜视（XT）偏斜中，患者会体验到交叉复视。当被询问关于灯光的位置时，他们会报告：
- 他们看到了5个灯，2个红色和3个绿色
- 灯光水平错位，左右并排显示
- 来自右眼的2个红灯位于左侧
- 来自左眼的3个绿灯位于右侧

注意：临床医生无法仅根据这些结果判断哪只眼睛是偏斜的眼睛。这些结果应与其他临床发现一起解读，以得出最终诊断。

### 下斜视或上斜视
在垂直偏斜的情况下，患者会报告：
- 他们看到了5个灯：2个红色和3个绿色
- 灯光在垂直方向上错位
- 绿色灯（左眼）位于红色灯（右眼）的上方，这解读为：右上斜视或左下斜视
- 红色灯（右眼）位于绿色灯（左眼）的上方，这解读为：右下斜视或左上斜视

临床医生可以将灯光的位置直接与偏斜和眼睛的高度相关联（即）较高的灯光属于较低的眼睛，而较低的灯光属于较高的眼睛。
注意：如果灯光不直接上下对齐，而是水平分开，这通常表明存在混合偏斜，即同时存在水平和垂直斜视。

### 抑制
在显性斜视的情况下，患者不一定会体验到复视。
当患者报告以下情况时，表明存在抑制：
- 他们只看到了左眼的3个绿色灯，这解读为右眼抑制
- 他们只看到了右眼的2个红色灯，这解读为左眼抑制
- 他们看到了2个红色灯或3个绿色灯，所有5个灯从未同时出现，而是患者在两种反应之间切换。这一结果解读为交替抑制